# Спомен-чесма страдалима у ратовима деведесетих у Лесковцу
Спомен-чесма страдалима у ратовима деведесетих у Лесковцу је споменик подигнут у част жртвама ратова на територији бивше Југославије, који су се одиграли од 1990. до 1999. године. Налази се у централном делу града, на платоу прекопута Технолошког факултета и свечано је откривена 10. јануара 2020. године.
Иницијативу за изградњу споменика су покренули Градски одбор СУБНОР-а Лесковац и Организација бораца ветерана 1991-1999.
Идејни творац архитектонског решења је вајар Бојан Константиновић из Лесковца. Према његовим речима, на једној страни налазе се имена седамдесет страдалих бораца, а на другој чесма као симбол живота који се наставља у слободи као доказ да жртва није била узалудна.

## Натпис
Страдалима у сукобима и НАТО агресији 1990-1999
СЛАВА И СПОМЕН
Грађани Града Лесковца